# میرورث
میرورث (به انگلیسی: Mereworth) یک روستا و محله مدنی در بریتانیا است که در Tonbridge and Malling واقع شده‌است. میرورث ۱٬۰۶۸ نفر جمعیت دارد.